# وحدة باريس الحضرية
تشير الوحدة الحضرية لباريس، وفقاً للمعهد الوطني للإحصاء والدراسات الاقتصادية (Insee)، إلى جميع البلديات التي تتمتع باستمرارية البناء حول مدينة باريس. تجمع هذه الوحدة الحضرية، أو التجمع السكاني بالمعنى العام، 10,890,751 نسمة في عام 2021 على مساحة تبلغ 2,824.0 كيلومتر مربع. تُعد هذه الوحدة الأكثر اكتظاظًا بالسكان في الاتحاد الأوروبي وأوروبا الغربية.

## الخصائص
وفقًا لتحديد المعهد الوطني للإحصاء والدراسات الاقتصادية (Insee) في عام 2024، تتكون الوحدة الحضرية لباريس من 407 بلدية، بمساحة قدرها 2,824.0 كيلومتر مربع، وتضم 10,890,751 نسمة حسب تعداد السكان لعام 2021. تقع جميع هذه البلديات في إيل دو فرانس، وهي المنطقة التي تعد باريس عاصمتها. تغطي هذه البلديات بالكامل أقسام الحلقة الصغيرة:
- باريس
- 36 بلدية في أعالي السين (92)
- 40 بلدية في سين سان دوني (93)
- 47 بلدية في فال دو مارن (94)

وتغطي أيضًا جزءًا من كل من أقسام الحلقة الكبيرة:
- 54 من أصل 514 بلدية في سين إي مارن (77)
- 83 من أصل 262 بلدية في إيفلين (78)
- 81 من أصل 195 بلدية في إيسون (91)
- 65 من أصل 185 بلدية في فال دواز (95)

تُعد هذه الوحدة الحضرية الأكثر اكتظاظًا بالسكان في فرنسا، حيث تتفوق بفارق كبير على وحدة ليون الحضرية (1,702,921 نسمة في عام 2021)، وكذلك الأولى في الاتحاد الأوروبي وأوروبا الغربية، متقدمة على لندن. يزداد معدل تحضر الأرض في هذه الوحدة الحضرية بسبب اختيار سكني تقوم به بعض الأسر. يمكن وصف التوسع المستمر للوحدات الحضرية بالامتداد العمراني.
في تصنيف المناطق لعام 2010، بلغ عدد البلديات 412. من 2010 إلى 2020، حدثت ثلاث عمليات اندماج للبلديات، مما رفع هذا العدد إلى 409. أسفرت هذه الاندماجات عن تكوين البلديات الجديدة: لو شيناي روكوينكور (اندماج لو شيناي وروكوينكور)، وسان جيرمان أون لاي (اندماج فوركو وسان جيرمان أون لاي مع الاحتفاظ باسم الأخيرة) في إيفلين، وإيفري كوركورون (اندماج كوركورون وإيفري) في إيسون.
في عام 2020، قام المعهد الوطني للإحصاء والدراسات الاقتصادية بتصنيف جديد للمناطق. بلغ عدد البلديات 411، ثم 410 اعتبارًا من عام 2023 بسبب تشكيل إينري (فال دواز) كوحدة حضرية مستقلة. أصبحت بلديتان (أوبرجينفيل وفلين سور سين) تشكلان وحدة حضرية منفصلة، الوحدة الحضرية لأوبرجينفيل. أضيفت أربع بلديات إلى النطاق: بواسيز لا بيرتراند (77039) وسيريس (77449) في سين إي مارن، سان جيرمان دو لا جرانج (78550) في إيفلين، وإينري (95211) في فال دواز. بلغ عدد البلديات 407 اعتبارًا من عام 2024 بسبب اندماج بلديات بازوش سور جيون، سان ريمي لونوغري، ولو ترومبلاي سور مولدر في الوحدة الحضرية لسان ريمي لونوغري.